# Melichthys
Melichthys es un género de peces de la familia Balistidae.

## Descripción
Los peces del género Melichthys son endémicos del océano Indo-Pacífico y suelen habitar en entornos coralinos. De las tres especies que conforman el género, el ballesta negro es la más grande con 45 cm de longitud (aunque puede crecer más) y el de menor tamaño es el ballesta indio con aproximadamente 25 cm. Las especies Melichthys niger y Melichthys indicus son muy similares en aspecto y en muchas ocasiones se confunden. La especie tipo del género es Melichthys niger.

## Especies
- Melichthys indicus J. E. Randall y Klausewitz, 1973
- Melichthys niger Bloch, 1786
- Melichthys vidua J. Richardson, 1845